# Helge Liljebjörn
Helge Liljebjörn (1904. augusztus 16. – 1952. május 2.) svéd válogatott labdarúgó, edző.
A svéd válogatott tagjaként részt vett az 1934-es világbajnokságon.